# Bijzondere financieringswet
De Bijzondere financieringswet of Bijzondere wet van 16 januari 1989 betreffende de financiering van de Gemeenschappen en de Gewesten bepaalt hoe de Belgische deelstaten inkomen verwerven om hun bevoegdheden te kunnen uitoefenen.

## Financiering van de gemeenschappen
De gemeenschappen worden gefinancierd door:

### niet-fiscale ontvangsten
De gemeenschappen kunnen bijvoorbeeld schenkingen & legaten in ontvangst nemen.

### toegewezen gedeelte van de belastingen
Een deel van de opbrengst van de personenbelasting en btw wordt door de federale overheid herverdeeld over de gemeenschappen. Deze worden gedeelde belastingen genoemd.
Het aandeel dat terugvloeit naar de gemeenschappen wordt berekend aan de hand van een vrij complex mechanisme dat het resultaat is van een moeilijk communautair compromis.

### dotatie ter compensatie van het kijk- en luistergeld.
Dit was voorheen de enige gemeenschapsbelasting maar werd later een gewestbevoegdheid. Om de gederfde inkomsten te compenseren werd daarom een dotatie gegeven aan de gemeenschappen.

### leningen
De deelstaten kunnen leningen aangaan. Weliswaar moet de federale minister van Financiën goedkeuring geven aangezien België als lidstaat van de EU verplicht is de staatsschuld terug te brengen binnen de grenzen van de Maastrichtnormen.
De Duitstalige gemeenschap wordt wegens zijn kleine schaal enkel gefinancierd door een dotatie van de federale overheid.

## Financiering van de gewesten
De gewesten worden gefinancierd door:

### niet-fiscale ontvangsten
De gewesten kunnen bijvoorbeeld schenkingen & legaten in ontvangst nemen.

### fiscale ontvangsten
De gewesten kunnen zelf volgende belastingen heffen:
1. de belasting op de spelen en weddenschappen;
2. de belasting op de automatische ontspanningstoestellen;
3. de openingsbelasting op de slijterijen van gegiste dranken;
4. het successierecht;
5. de onroerende voorheffing;
6. het registratierecht op de overdrachten ten bezwarende titel van onroerende goederen ;
7. het registratierecht op: a) de vestiging van een hypotheek; b) de gedeeltelijke of gehele verdelingen van onroerende goederen;
8. het registratierecht op de schenkingen;
9. het kijk- en luistergeld;
10. de verkeersbelasting op de autovoertuigen;
11. de belasting op de inverkeerstelling;
12. het eurovignet

De gewesten zijn bevoegd om de aanslagvoet, heffingsgrondslag en vrijstelling van deze belastingen zelf te wijzigen voor zover zij worden gelokaliseerd op hun grondgebied.
De overheveling van de dienst van de belastingen naar een gewest dient wel te gebeuren per groep van belastingen:
- de belasting op de spelen en weddenschappen + de belasting op de automatische ontspanningstoestellen + de openingsbelasting op de slijterijen van gegiste dranken;
- de onroerende voorheffing;
- het successierecht + het registratierecht op de overdrachten ten bezwarende titel van onroerende goederen + het registratierecht op: a) de vestiging van een hypotheek; b) de gedeeltelijke of gehele verdelingen van onroerende goederen + het registratierecht op de schenkingen;
- de verkeersbelasting op de autovoertuigen + de belasting op de inverkeerstelling + het eurovignet.

Wat het Vlaams Gewest betreft werd de Vlaamse Belastingdienst bevoegd.

### toegewezen gedeelte van de belastingen
De gewesten mogen opcentiemen en afcentiemen heffen op de personenbelasting, evenals belastingvermeerderingen of -verminderingen voor zover deze verband houden met hun bevoegdheden. De personenbelasting wordt daarom ook een samengevoegde belasting genoemd.
Om fiscale concurrentie tussen de gewesten te vermijden werd een plafond ingevoerd. De hoger vermelde maatregelen mogen daarom samen niet meer bedragen dan 6,75% van de opbrengst van de personenbelasting in dat gewest.
Een deel van de opbrengst van de personenbelasting wordt door de federale overheid herverdeeld over de Gewesten. Het aandeel dat terugvloeit naar de gewesten wordt berekend aan de hand van een vrij complex mechanisme dat het resultaat is van een moeilijk communautair compromis.

### leningen
De deelstaten kunnen leningen aangaan. Weliswaar moet de federale minister van Financiën goedkeuring geven aangezien België als lidstaat van de EU verplicht is de staatsschuld terug te brengen binnen de grenzen van de Maastrichtnormen.

## Kritiek
Manon Vandewalle, bestuurder bij "Petit Pierrot", een vzw die zich inzet voor kinderen met een beperking, kwam ‘tegen wil en dank’ in de gehandicaptensector terecht door de beperking van haar zoontje. In een opiniestuk in De Tijd stelt ze dat almaar meer overheidsdiensten niet naar behoren functioneren door geldgebrek. Zo indexeert Vlaanderen de werkingsmiddelen van veel zorg- en welzijnsvoorzieningen niet meer. Tegelijk blijft het subsidies uitdelen. Cruciale federale departementen zoals justitie en politie smeken al jarenlang om extra middelen. En intussen vragen burgers zich af waar hun belastinggeld eigenlijk naartoe gaat.